# Andrej Loenjov
Andrej Jevgenjevitsj Loenjov (Russisch: Андрей Евгеньевич Лунёв) (Moskou, 13 november 1991) is een Russisch voetballer die speelt als doelman. In juli 2024 verruilde hij Qarabağ voor Dinamo Moskou. Loenjov maakte in 2017 zijn debuut in het Russisch voetbalelftal.

## Clubcarrière
Loenjov speelde in de jeugd van Dina Moskou en kwam hierna terecht in de opleiding van Torpedo Moskou. Voor die club kwam hij tot een aantal competitiewedstrijden, maar hij werd ook tweemaal verhuurd; FK Istra en FK Kaloega namen hem beiden op huurbasis over. In januari 2015 verliet de doelman Torpedo definitief, toen hij verkaste naar FK Satoern. Bij die club bleef Loenjov een halfjaar, voor hij transfervrij vertrok naar FK Oefa, destijds uitkomend in de Premjer-Liga. De doelman kwam in zijn eerste seizoen nog niet in actie, maar de tweede jaargang leverde tien competitieduels op.
Loenjov vertrok in januari 2017 naar Zenit Sint-Petersburg, waar hij zijn handtekening zette onder een verbintenis voor de duur van vierenhalf jaar. In de zomer van 2021 verliep de verbintenis van Loenjov in Sint-Petersburg, waarna hij transfervrij overstapte naar Bayer Leverkusen. Hier tekende hij voor twee jaar. Na afloop van zijn verbintenis verkaste Loenjov naar Qarabağ. Na een jaar in Azerbeidzjan keerde Loenjov terug naar Rusland om bij Dinamo Moskou te gaan spelen.

## Clubstatistieken
| Seizoen | Club                  | Competitie     | Competitie | Competitie | Beker | Beker | Internationaal | Internationaal | Totaal | Totaal |
| Seizoen | Club                  | Competitie     | Wed.       | Dlp.       | Wed.  | Dlp.  | Wed.           | Dlp.           | Wed.   | Dlp.   |
| ------- | --------------------- | -------------- | ---------- | ---------- | ----- | ----- | -------------- | -------------- | ------ | ------ |
| 2010/11 | Torpedo Moskou        | FNL            | 7          | 0          | 1     | 0     | —              | —              | 8      | 0      |
| 2011/12 | Torpedo Moskou        | FNL            | 0          | 0          | 0     | 0     | —              | —              | 0      | 0      |
| 2011/12 | → FK Istra            | PFL            | 9          | 0          | 0     | 0     | —              | —              | 9      | 0      |
| 2012/13 | Torpedo Moskou        | FNL            | 2          | 0          | 1     | 0     | —              | —              | 3      | 0      |
| 2013/14 | → FK Kaloega          | PFL            | 28         | 0          | 0     | 0     | —              | —              | 28     | 0      |
| 2014/15 | FK Satoern            | PFL            | 4          | 0          | 0     | 0     | —              | —              | 4      | 0      |
| 2015/16 | FK Oefa               | Premjer-Liga   | 0          | 0          | 0     | 0     | —              | —              | 0      | 0      |
| 2016/17 | FK Oefa               | Premjer-Liga   | 10         | 0          | 1     | 0     | —              | —              | 11     | 0      |
| 2016/17 | Zenit Sint-Petersburg | Premjer-Liga   | 10         | 0          | 0     | 0     | —              | —              | 10     | 0      |
| 2017/18 | Zenit Sint-Petersburg | Premjer-Liga   | 20         | 0          | 0     | 0     | 11             | 0              | 31     | 0      |
| 2018/19 | Zenit Sint-Petersburg | Premjer-Liga   | 29         | 0          | 1     | 0     | 12             | 0              | 42     | 0      |
| 2019/20 | Zenit Sint-Petersburg | Premjer-Liga   | 19         | 0          | 1     | 0     | 2              | 0              | 22     | 0      |
| 2020/21 | Zenit Sint-Petersburg | Premjer-Liga   | 12         | 0          | 1     | 0     | 0              | 0              | 13     | 0      |
| 2021/22 | Bayer Leverkusen      | Bundesliga     | 1          | 0          | 0     | 0     | 1              | 0              | 2      | 0      |
| 2022/23 | Bayer Leverkusen      | Bundesliga     | 1          | 0          | 0     | 0     | 0              | 0              | 1      | 0      |
| 2023/24 | Qarabağ               | Premyer Liqası | 19         | 0          | 5     | 0     | 10             | 0              | 34     | 0      |
| 2024/25 | Dinamo Moskou         | Premjer-Liga   | 26         | 0          | 4     | 0     | —              | —              | 30     | 0      |
| Totaal  | Totaal                | Totaal         | 197        | 0          | 15    | 0     | 36             | 0              | 248    | 0      |

Bijgewerkt op 24 juni 2025.

## Interlandcarrière
Loenjov maakte zijn debuut in het Russisch voetbalelftal op 10 oktober 2017, toen met 1–1 gelijkgespeeld werd tegen Iran. Sardar Azmoun en Dmitri Poloz zorgden voor de treffers. Loenjov mocht van bondscoach Stanislav Tsjertsjesov als basisspeler aan het duel beginnen en hij speelde het gehele duel mee. Loenjov werd in mei 2018 door Tsjertsjesov opgenomen in de selectie van Rusland voor het wereldkampioenschap in eigen land. In mei 2021 werd Loenjov opgenomen in de voorselectie van Rusland voor het uitgestelde EK 2020. Toen de maand erop de definitieve selectie werd bekendgemaakt, was Loenjov een van de afvallers.
| Interlands van Andrej Loenjov voor Rusland | Interlands van Andrej Loenjov voor Rusland | Interlands van Andrej Loenjov voor Rusland | Interlands van Andrej Loenjov voor Rusland | Interlands van Andrej Loenjov voor Rusland | Interlands van Andrej Loenjov voor Rusland | Interlands van Andrej Loenjov voor Rusland |
| №                                          | Datum                                      | Wedstrijd                                  | Uitslag                                    | Competitie                                 | Goals                                      |                                            |
| Als speler bij Zenit Sint-Petersburg       | Als speler bij Zenit Sint-Petersburg       | Als speler bij Zenit Sint-Petersburg       | Als speler bij Zenit Sint-Petersburg       | Als speler bij Zenit Sint-Petersburg       | Als speler bij Zenit Sint-Petersburg       | Als speler bij Zenit Sint-Petersburg       |
| ------------------------------------------ | ------------------------------------------ | ------------------------------------------ | ------------------------------------------ | ------------------------------------------ | ------------------------------------------ | ------------------------------------------ |
| 1                                          | 10 oktober 2017                            | Rusland – Iran                             | 1 – 1                                      | Vriendschappelijk                          |                                            |                                            |
| 2                                          | 14 november 2017                           | Rusland – Spanje                           | 3 – 3                                      | Vriendschappelijk                          |                                            |                                            |
| 3                                          | 27 maart 2018                              | Rusland – Frankrijk                        | 1 – 3                                      | Vriendschappelijk                          |                                            |                                            |
| 4                                          | 7 september 2018                           | Turkije – Rusland                          | 1 – 2                                      | Nations League 2018/19                     |                                            |                                            |
| 5                                          | 10 september 2018                          | Rusland – Tsjechië                         | 5 – 1                                      | Vriendschappelijk                          |                                            |                                            |
| 6                                          | 15 november 2018                           | Duitsland – Rusland                        | 3 – 0                                      | Vriendschappelijk                          |                                            |                                            |
| 7                                          | 20 november 2018                           | Zweden – Rusland                           | 2 – 0                                      | Nations League 2018/19                     |                                            |                                            |

Bijgewerkt op 24 juni 2025.

## Erelijst
| Competitie                     |                       |                           |                       |                       |
| Competitie                     | Aantal                | Jaren                     |                       |                       |
| Zenit Sint-Petersburg          | Zenit Sint-Petersburg | Zenit Sint-Petersburg     | Zenit Sint-Petersburg | Zenit Sint-Petersburg |
| ------------------------------ | --------------------- | ------------------------- | --------------------- | --------------------- |
| Premjer-Liga                   | 3                     | 2018/19, 2019/20, 2020/21 |                       |                       |
| Qarabağ                        |                       |                           |                       |                       |
| Premyer Liqası                 | 1                     | 2023/24                   |                       |                       |
| Azərbaycan Milli Futbol Kuboku | 1                     | 2023/24                   |                       |                       |